# Anna Vyroubova
Anna Aleksandrovna Vyroubova (en russe : Анна Александровна Вырубова), née Taneïeva (Танеева) le 16 juillet 1884 à Oranienbaum, dans l'Empire russe, aujourd'hui Lomonossov, en Russie, et morte le 20 juillet 1964 en Finlande, est une personnalité russo-finlandaise, demoiselle d'honneur et de compagnie, amie et confidente de la tsarine Alexandra Feodorovna, également mémorialiste.

## Sous l'Empire russe
Fille du secrétaire d'État et compositeur Alexandre Taneïev, elle descendrait également d'une liaison hors mariage du tsar Paul Ier. Elle épouse, sur les conseils de la tsarine, le lieutenant de vaisseau Alexis Vyroubov, fou et alcoolique notoire. Ce mariage est annulé pour non-consommation au bout d'un an. Elle conserve son nom d'épouse.
Très vite, l'impératrice se lie d'amitié avec cette jeune femme et les enfants du couple impérial l'adoptent. Elle devient leur amie et participe à leurs jeux (ils la surnomment "la vache"). Anna Vyroubova a une grande influence sur Alexandra de Hesse-Darmstadt. Mais, selon Pierre Gilliard, Anna Vyroubova est « dépourvue d'intelligence et de discernement, elle se laiss[e] aller à ses pulsions inconsidérées, ses opinions sur les gens et les choses n'en [sont] que plus absolues. Une impression suffi[t] à fixer sa conviction bornée et puérile. Immédiatement elle class[e] les gens en bien ou en mauvais, ce qui rev[ien]t à dire des amis ou des ennemis » (Le tragique destin de Nicolas II et sa famille de Pierre Gilliard).
En 1909, Anna Vyroubova rencontre Raspoutine chez la grande-duchesse Militza de Monténégro. Dès lors, Anna Vyroubova, jeune femme fragile et très influençable, est comme envoûtée par Raspoutine. Entourée de femmes de la haute société russe, elle reçoit le « starets » dans sa petite maison blanche située près du palais de Tsarskoïe Selo. Anna Vyroubova relate à la tsarine les qualités hors du commun de Grichka (diminutif de Grigori pour Raspoutine). Avec d'autres femmes, elle suit le « starets » lors de son voyage en Sibérie (1911). Cependant, le 13 octobre 1906, contrairement à la croyance populaire, ce n'est pas Anna Vyroubova qui présente Raspoutine à la famille impériale, mais bien la grande-duchesse Militza de Monténégro et le grand-duc Nicolas Nikolaïevitch, oncle du tsar. Raspoutine est en mesure, plus tard, de s'immiscer dans les affaires familiales et politiques de la Russie impériale.

## Sous la révolution d'Octobre
Kerensky met une certaine distance entre Anna Vyroubova et le palais de Tsarskoïe Selo. Lors de la révolution russe, elle est à maintes reprises incarcérée à la forteresse Saint-Pierre-Saint-Paul, à chaque fois elle retrouve la liberté pour un court moment. Elle est, ironie du sort, emprisonnée dans la soute du yacht impérial, L'Étoile polaire. Puis, elle se retire à Pétrograd, où elle vit dans une grande discrétion. Elle devient l'amie de l'écrivain Maxime Gorki, qui lui conseille de rédiger ses mémoires, ce qu'elle fait.

## L'exil

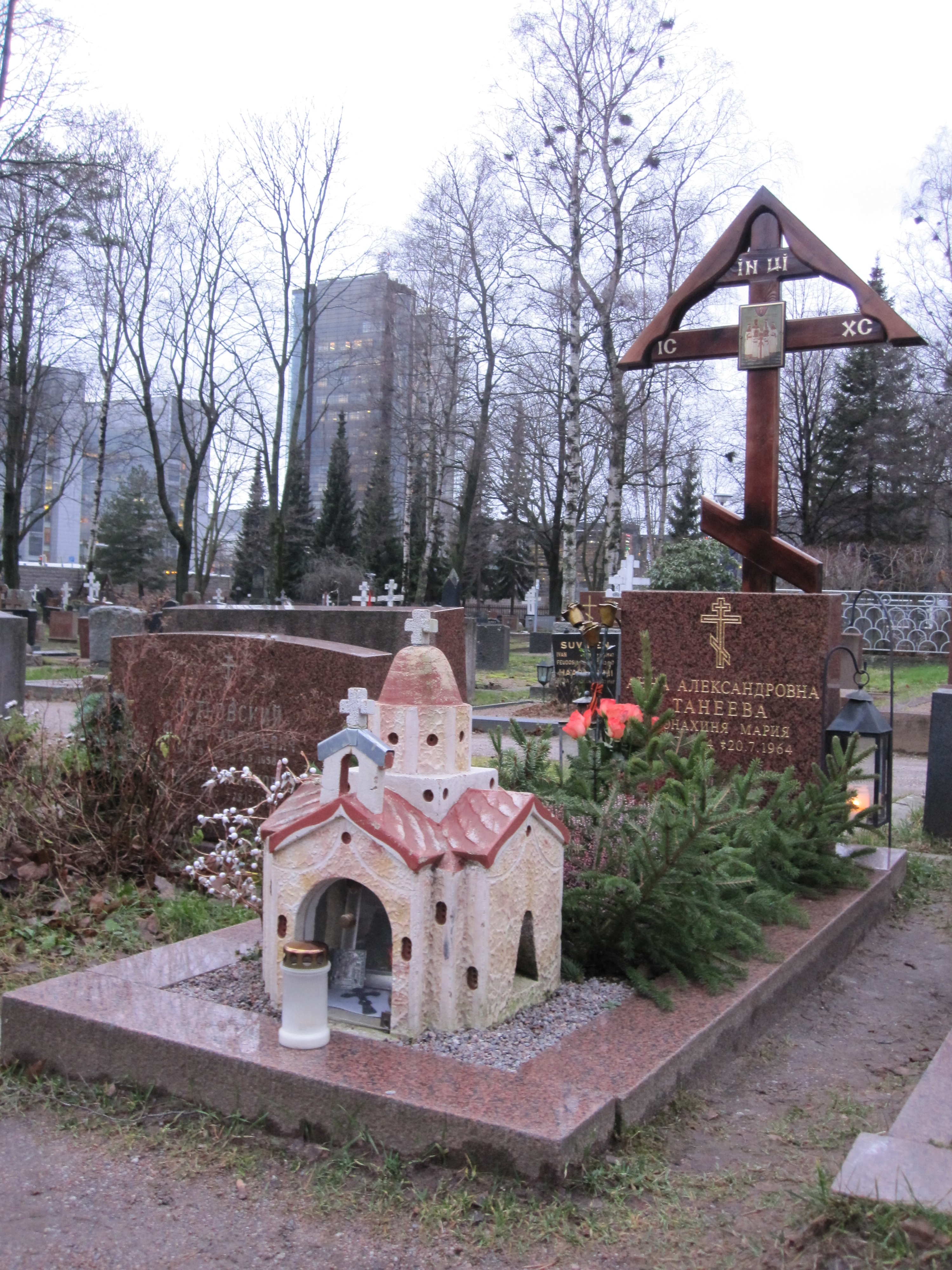
Tombe d'Anna Alexandrovna Vyroubova à Helsinki.

De nouveau inquiétée par les Bolcheviks, Anna Vyroubova s'installe en Finlande, où elle vit plusieurs décennies, dans la tranquillité la plus absolue. Elle meurt à l'âge de 80 ans.

## Œuvres littéraires
- Souvenirs de ma vie de Anna Vyroubova, Payot, Paris, 1927.